# Knapp Miksa
Knapp Miksa (Rajka, 1890. július 14. – Budapest, 1918. szeptember 29.) válogatott magyar labdarúgó, kapus. Az 1918-as spanyolnátha járvány áldozata lett.

## Pályafutása

### Klubcsapatban
1907 és 1918 között az MTK labdarúgója volt. Domonkos László utódjának, Zsák Károly vetélytársának tartották. A kék-fehér csapattal négy-négy bajnoki címet és ezüstérmet szerzett.

### A válogatottban
1914 és 1917 között nyolc alkalommal védett a magyar válogatottban.

## Sikerei, díjai
- Magyar bajnokság
  - bajnok: 1907–08, 1913–14, 1916–17, 1917–18
  - 2.: 1909–10, 1910–11, 1911–12, 1912–13
- Magyar kupa
  - győztes: 1911, 1912, 1914
- Az MTK örökös bajnoka

## Statisztika

### Mérkőzései a válogatottban
| Magyarország | Magyarország     | Magyarország                    | Magyarország | Magyarország | Magyarország | Magyarország | Magyarország | Magyarország |
| #            | Dátum            | Helyszín                        | Hazai        | Eredmény     | Vendég       | Kiírás       | Gólok        | Esemény      |
| ------------ | ---------------- | ------------------------------- | ------------ | ------------ | ------------ | ------------ | ------------ | ------------ |
| 1.           | 1914. június 19. | Stockholm, Råsunda              | Svédország   | 1 – 5        | Magyarország | barátságos   | -            |              |
| 2.           | 1915. május 30.  | Bécs, WAC-Platz                 | Ausztria     | 1 – 2        | Magyarország | barátságos   | -            |              |
| 3.           | 1915. október 3. | Bécs, WAC-Platz                 | Ausztria     | 4 – 2        | Magyarország | barátságos   | -            |              |
| 4.           | 1916. május 7.   | Bécs, WAC-Platz                 | Ausztria     | 3 – 1        | Magyarország | barátságos   | -            |              |
| 5.           | 1916. június 4.  | Budapest, Hungária körúti pálya | Magyarország | 2 – 1        | Ausztria     | barátságos   | -            |              |
| 6.           | 1916. október 1. | Budapest, Üllői úti pálya       | Magyarország | 2 – 3        | Ausztria     | barátságos   | -            |              |
| 7.           | 1917. május 6.   | Bécs, WAC-Platz                 | Ausztria     | 1 – 1        | Magyarország | barátságos   | -            |              |
| 8.           | 1917. június 3.  | Budapest, Hungária körúti pálya | Magyarország | 6 – 2        | Ausztria     | barátságos   | -            |              |
|              | Összesen         |                                 |              | 8            | mérkőzés     |              | 0            | gól          |